# 泰勒·E·斯托沃
泰勒·E·斯托沃（1954年4月9日—2021年12月11日）是一位美国历史学家，2017年担任美國歷史學會会长。